# High Hopes (Panic! at the Disco)
High Hopes is een nummer van de Amerikaanse band Panic! at the Disco. Het werd uitgebracht als single op 23 mei 2018 en is onderdeel van het album Pray for the Wicked.
Het nummer bereikte de top 5 in alle drie grote hitlijsten van Nederland, in de Mega Top 50 stond het zelfs op nummer een. In de Vlaamse Ultratop 50 bereikte het nummer de tweede positie. In de Nederlandse Top 40 was het het eerste nummer van Panic! at the Disco dat de hitlijst wist te bereiken sinds 2006. In dat jaar stonden I Write Sins Not Tragedies en But It's Better If You Do in de lijst.

## Achtergrond en tekst
Na het vertrek van Dallon Weekes in december 2017 bleef Brendon Urie over als enig bandlid van Panic! at the Disco. Na het succes van het vorige album, Death of a Bachelor, kreeg Urie een aantal maanden vrij van het platenlabel van de band. Toch besloot hij door te werken aan nieuwe muziek, wat onder andere resulteerde in de single High Hopes.
Brendon Urie schreef High Hopes over de droom die hij als kind had om later een grote artiest te worden. Het is een positief nummer waarmee Urie wil overbrengen dat je kan bereiken wat je wil, zolang je je verwachtingen maar hoog houdt en er voor blijft gaan.

## Release en ontvangst
High Hopes werd uitgegeven op 23 mei 2018. Op 9 juni kwam het binnen op plek 98 op de Billboard Hot 100. Het duurde echter nog even voordat de single echt een hit werd. Eind november had het de achtste plaats op de hitlijst bereikt en uiteindelijk werd de hoogste behaalde positie de vierde plek.
Ook in Nederland en België duurde het even voordat de hitlijsten werden bereikt. Het nummer werd wel al gekozen als 3FM Megahit in juni 2018, maar kwam daarna niet verder dan plaats 43 in de Mega Top 50. Pas eind november en begin december kwam High Hopes (opnieuw) binnen in de drie grote hitlijsten van Nederland. Het werd daarna wel een grote hit, overal werd de top 5 behaalde. Ook in de Vlaamse Ultratop 50 bereikte het nummer de top 5, terwijl het in de Radio 2 Top 30 op de achtste plek bleef steken.

## Hitnoteringen

### Nederlandse Top 40
| Hitnotering: 01-12-2018 t/m 04-05-2019 | Hitnotering: 01-12-2018 t/m 04-05-2019 | Hitnotering: 01-12-2018 t/m 04-05-2019 | Hitnotering: 01-12-2018 t/m 04-05-2019 | Hitnotering: 01-12-2018 t/m 04-05-2019 | Hitnotering: 01-12-2018 t/m 04-05-2019 | Hitnotering: 01-12-2018 t/m 04-05-2019 | Hitnotering: 01-12-2018 t/m 04-05-2019 | Hitnotering: 01-12-2018 t/m 04-05-2019 | Hitnotering: 01-12-2018 t/m 04-05-2019 | Hitnotering: 01-12-2018 t/m 04-05-2019 | Hitnotering: 01-12-2018 t/m 04-05-2019 | Hitnotering: 01-12-2018 t/m 04-05-2019 | Hitnotering: 01-12-2018 t/m 04-05-2019 | Hitnotering: 01-12-2018 t/m 04-05-2019 | Hitnotering: 01-12-2018 t/m 04-05-2019 | Hitnotering: 01-12-2018 t/m 04-05-2019 | Hitnotering: 01-12-2018 t/m 04-05-2019 | Hitnotering: 01-12-2018 t/m 04-05-2019 | Hitnotering: 01-12-2018 t/m 04-05-2019 | Hitnotering: 01-12-2018 t/m 04-05-2019 |
| Week:                                  | 1                                      | 2                                      | 3                                      | 4                                      | 5                                      | 6                                      | 7                                      | 8                                      | 9                                      | 10                                     | 11                                     | 12                                     | 13                                     | 14                                     | 15                                     | 16                                     | 17                                     | 18                                     | 19                                     | 20                                     |
| -------------------------------------- | -------------------------------------- | -------------------------------------- | -------------------------------------- | -------------------------------------- | -------------------------------------- | -------------------------------------- | -------------------------------------- | -------------------------------------- | -------------------------------------- | -------------------------------------- | -------------------------------------- | -------------------------------------- | -------------------------------------- | -------------------------------------- | -------------------------------------- | -------------------------------------- | -------------------------------------- | -------------------------------------- | -------------------------------------- | -------------------------------------- |
| Positie:                               | 39                                     | 20                                     | 13                                     | 8                                      | 4                                      | 3                                      | 3                                      | 2                                      | 2                                      | 3                                      | 4                                      | 5                                      | 4                                      | 6                                      | 8                                      | 8                                      | 13                                     | 18                                     | 23                                     | 27                                     |
| Week:                                  | 21                                     | 22                                     | 23                                     |                                        |                                        |                                        |                                        |                                        |                                        |                                        |                                        |                                        |                                        |                                        |                                        |                                        |                                        |                                        |                                        |                                        |
| Positie:                               | 33                                     | 34                                     | 39                                     | uit                                    |                                        |                                        |                                        |                                        |                                        |                                        |                                        |                                        |                                        |                                        |                                        |                                        |                                        |                                        |                                        |                                        |

### NederlandseSingle Top 100
| Hitnotering: (Week 1 t/m 34) 24-11-2018 t/m 13-07-2019 Hitnotering: (Week 35) 27-07-2019 Hitnotering: (Week 36 t/m 37) 10-08-2019 t/m 17-08-2019 | Hitnotering: (Week 1 t/m 34) 24-11-2018 t/m 13-07-2019 Hitnotering: (Week 35) 27-07-2019 Hitnotering: (Week 36 t/m 37) 10-08-2019 t/m 17-08-2019 | Hitnotering: (Week 1 t/m 34) 24-11-2018 t/m 13-07-2019 Hitnotering: (Week 35) 27-07-2019 Hitnotering: (Week 36 t/m 37) 10-08-2019 t/m 17-08-2019 | Hitnotering: (Week 1 t/m 34) 24-11-2018 t/m 13-07-2019 Hitnotering: (Week 35) 27-07-2019 Hitnotering: (Week 36 t/m 37) 10-08-2019 t/m 17-08-2019 | Hitnotering: (Week 1 t/m 34) 24-11-2018 t/m 13-07-2019 Hitnotering: (Week 35) 27-07-2019 Hitnotering: (Week 36 t/m 37) 10-08-2019 t/m 17-08-2019 | Hitnotering: (Week 1 t/m 34) 24-11-2018 t/m 13-07-2019 Hitnotering: (Week 35) 27-07-2019 Hitnotering: (Week 36 t/m 37) 10-08-2019 t/m 17-08-2019 | Hitnotering: (Week 1 t/m 34) 24-11-2018 t/m 13-07-2019 Hitnotering: (Week 35) 27-07-2019 Hitnotering: (Week 36 t/m 37) 10-08-2019 t/m 17-08-2019 | Hitnotering: (Week 1 t/m 34) 24-11-2018 t/m 13-07-2019 Hitnotering: (Week 35) 27-07-2019 Hitnotering: (Week 36 t/m 37) 10-08-2019 t/m 17-08-2019 | Hitnotering: (Week 1 t/m 34) 24-11-2018 t/m 13-07-2019 Hitnotering: (Week 35) 27-07-2019 Hitnotering: (Week 36 t/m 37) 10-08-2019 t/m 17-08-2019 | Hitnotering: (Week 1 t/m 34) 24-11-2018 t/m 13-07-2019 Hitnotering: (Week 35) 27-07-2019 Hitnotering: (Week 36 t/m 37) 10-08-2019 t/m 17-08-2019 | Hitnotering: (Week 1 t/m 34) 24-11-2018 t/m 13-07-2019 Hitnotering: (Week 35) 27-07-2019 Hitnotering: (Week 36 t/m 37) 10-08-2019 t/m 17-08-2019 | Hitnotering: (Week 1 t/m 34) 24-11-2018 t/m 13-07-2019 Hitnotering: (Week 35) 27-07-2019 Hitnotering: (Week 36 t/m 37) 10-08-2019 t/m 17-08-2019 | Hitnotering: (Week 1 t/m 34) 24-11-2018 t/m 13-07-2019 Hitnotering: (Week 35) 27-07-2019 Hitnotering: (Week 36 t/m 37) 10-08-2019 t/m 17-08-2019 | Hitnotering: (Week 1 t/m 34) 24-11-2018 t/m 13-07-2019 Hitnotering: (Week 35) 27-07-2019 Hitnotering: (Week 36 t/m 37) 10-08-2019 t/m 17-08-2019 | Hitnotering: (Week 1 t/m 34) 24-11-2018 t/m 13-07-2019 Hitnotering: (Week 35) 27-07-2019 Hitnotering: (Week 36 t/m 37) 10-08-2019 t/m 17-08-2019 | Hitnotering: (Week 1 t/m 34) 24-11-2018 t/m 13-07-2019 Hitnotering: (Week 35) 27-07-2019 Hitnotering: (Week 36 t/m 37) 10-08-2019 t/m 17-08-2019 | Hitnotering: (Week 1 t/m 34) 24-11-2018 t/m 13-07-2019 Hitnotering: (Week 35) 27-07-2019 Hitnotering: (Week 36 t/m 37) 10-08-2019 t/m 17-08-2019 | Hitnotering: (Week 1 t/m 34) 24-11-2018 t/m 13-07-2019 Hitnotering: (Week 35) 27-07-2019 Hitnotering: (Week 36 t/m 37) 10-08-2019 t/m 17-08-2019 | Hitnotering: (Week 1 t/m 34) 24-11-2018 t/m 13-07-2019 Hitnotering: (Week 35) 27-07-2019 Hitnotering: (Week 36 t/m 37) 10-08-2019 t/m 17-08-2019 | Hitnotering: (Week 1 t/m 34) 24-11-2018 t/m 13-07-2019 Hitnotering: (Week 35) 27-07-2019 Hitnotering: (Week 36 t/m 37) 10-08-2019 t/m 17-08-2019 | Hitnotering: (Week 1 t/m 34) 24-11-2018 t/m 13-07-2019 Hitnotering: (Week 35) 27-07-2019 Hitnotering: (Week 36 t/m 37) 10-08-2019 t/m 17-08-2019 |
| Week: | 1 | 2 | 3 | 4 | 5 | 6 | 7 | 8 | 9 | 10 | 11 | 12 | 13 | 14 | 15 | 16 | 17 | 18 | 19 | 20 |
| --- | --- | --- | --- | --- | --- | --- | --- | --- | --- | --- | --- | --- | --- | --- | --- | --- | --- | --- | --- | --- |
| Positie: | 80 | 70 | 56 | 24 | 15 | 34 | 9 | 5 | 5 | 7 | 8 | 8 | 14 | 15 | 16 | 17 | 20 | 16 | 16 | 20 |
| Week: | 21 | 22 | 23 | 24 | 25 | 26 | 27 | 28 | 29 | 30 | 31 | 32 | 33 | 34 | | 35 | | 36 | 37 | |
| Positie: | 24 | 30 | 25 | 29 | 49 | 57 | 75 | 67 | 68 | 76 | 77 | 82 | 93 | 88 | uit | 94 | uit | 97 | 100 | uit |

### NederlandseMega Top 50
| Hitnotering: (Week 1 t/m 8) 30-06-2018 t/m 18-08-2018 Hitnotering: (Week 9 t/m 44) 24-11-2018 t/m 27-07-2019 | Hitnotering: (Week 1 t/m 8) 30-06-2018 t/m 18-08-2018 Hitnotering: (Week 9 t/m 44) 24-11-2018 t/m 27-07-2019 | Hitnotering: (Week 1 t/m 8) 30-06-2018 t/m 18-08-2018 Hitnotering: (Week 9 t/m 44) 24-11-2018 t/m 27-07-2019 | Hitnotering: (Week 1 t/m 8) 30-06-2018 t/m 18-08-2018 Hitnotering: (Week 9 t/m 44) 24-11-2018 t/m 27-07-2019 | Hitnotering: (Week 1 t/m 8) 30-06-2018 t/m 18-08-2018 Hitnotering: (Week 9 t/m 44) 24-11-2018 t/m 27-07-2019 | Hitnotering: (Week 1 t/m 8) 30-06-2018 t/m 18-08-2018 Hitnotering: (Week 9 t/m 44) 24-11-2018 t/m 27-07-2019 | Hitnotering: (Week 1 t/m 8) 30-06-2018 t/m 18-08-2018 Hitnotering: (Week 9 t/m 44) 24-11-2018 t/m 27-07-2019 | Hitnotering: (Week 1 t/m 8) 30-06-2018 t/m 18-08-2018 Hitnotering: (Week 9 t/m 44) 24-11-2018 t/m 27-07-2019 | Hitnotering: (Week 1 t/m 8) 30-06-2018 t/m 18-08-2018 Hitnotering: (Week 9 t/m 44) 24-11-2018 t/m 27-07-2019 | Hitnotering: (Week 1 t/m 8) 30-06-2018 t/m 18-08-2018 Hitnotering: (Week 9 t/m 44) 24-11-2018 t/m 27-07-2019 | Hitnotering: (Week 1 t/m 8) 30-06-2018 t/m 18-08-2018 Hitnotering: (Week 9 t/m 44) 24-11-2018 t/m 27-07-2019 | Hitnotering: (Week 1 t/m 8) 30-06-2018 t/m 18-08-2018 Hitnotering: (Week 9 t/m 44) 24-11-2018 t/m 27-07-2019 | Hitnotering: (Week 1 t/m 8) 30-06-2018 t/m 18-08-2018 Hitnotering: (Week 9 t/m 44) 24-11-2018 t/m 27-07-2019 | Hitnotering: (Week 1 t/m 8) 30-06-2018 t/m 18-08-2018 Hitnotering: (Week 9 t/m 44) 24-11-2018 t/m 27-07-2019 | Hitnotering: (Week 1 t/m 8) 30-06-2018 t/m 18-08-2018 Hitnotering: (Week 9 t/m 44) 24-11-2018 t/m 27-07-2019 | Hitnotering: (Week 1 t/m 8) 30-06-2018 t/m 18-08-2018 Hitnotering: (Week 9 t/m 44) 24-11-2018 t/m 27-07-2019 | Hitnotering: (Week 1 t/m 8) 30-06-2018 t/m 18-08-2018 Hitnotering: (Week 9 t/m 44) 24-11-2018 t/m 27-07-2019 | Hitnotering: (Week 1 t/m 8) 30-06-2018 t/m 18-08-2018 Hitnotering: (Week 9 t/m 44) 24-11-2018 t/m 27-07-2019 | Hitnotering: (Week 1 t/m 8) 30-06-2018 t/m 18-08-2018 Hitnotering: (Week 9 t/m 44) 24-11-2018 t/m 27-07-2019 | Hitnotering: (Week 1 t/m 8) 30-06-2018 t/m 18-08-2018 Hitnotering: (Week 9 t/m 44) 24-11-2018 t/m 27-07-2019 | Hitnotering: (Week 1 t/m 8) 30-06-2018 t/m 18-08-2018 Hitnotering: (Week 9 t/m 44) 24-11-2018 t/m 27-07-2019 |
| Week: | 1 | 2 | 3 | 4 | 5 | 6 | 7 | 8 | | 9 | 10 | 11 | 12 | 13 | 14 | 15 | 16 | 17 | 18 | 19 |
| --- | --- | --- | --- | --- | --- | --- | --- | --- | --- | --- | --- | --- | --- | --- | --- | --- | --- | --- | --- | --- |
| Positie: | 43 | 43 | 49 | 49 | 48 | 48 | 47 | 47 | uit | 34 | 23 | 10 | 12 | 8 | 4 | 3 | 3 | 1 | 2 | 3 |
| Week: | 20 | 21 | 22 | 23 | 24 | 25 | 26 | 27 | 28 | 29 | 30 | 31 | 32 | 33 | 34 | 35 | 36 | 37 | 38 | 39 |
| Positie: | 4 | 4 | 3 | 4 | 4 | 6 | 5 | 7 | 7 | 9 | 12 | 17 | 20 | 22 | 30 | 33 | 38 | 38 | 39 | 48 |
| Week: | 40 | 41 | 42 | 43 | 44 | | | | | | | | | | | | | | | |
| Positie: | 43 | 39 | 39 | 47 | 47 | uit | | | | | | | | | | | | | | |

### VlaamseUltratop 50
| Hitnotering: 27-10-2018 t/m 29-06-2019 | Hitnotering: 27-10-2018 t/m 29-06-2019 | Hitnotering: 27-10-2018 t/m 29-06-2019 | Hitnotering: 27-10-2018 t/m 29-06-2019 | Hitnotering: 27-10-2018 t/m 29-06-2019 | Hitnotering: 27-10-2018 t/m 29-06-2019 | Hitnotering: 27-10-2018 t/m 29-06-2019 | Hitnotering: 27-10-2018 t/m 29-06-2019 | Hitnotering: 27-10-2018 t/m 29-06-2019 | Hitnotering: 27-10-2018 t/m 29-06-2019 | Hitnotering: 27-10-2018 t/m 29-06-2019 | Hitnotering: 27-10-2018 t/m 29-06-2019 | Hitnotering: 27-10-2018 t/m 29-06-2019 | Hitnotering: 27-10-2018 t/m 29-06-2019 | Hitnotering: 27-10-2018 t/m 29-06-2019 | Hitnotering: 27-10-2018 t/m 29-06-2019 | Hitnotering: 27-10-2018 t/m 29-06-2019 | Hitnotering: 27-10-2018 t/m 29-06-2019 | Hitnotering: 27-10-2018 t/m 29-06-2019 | Hitnotering: 27-10-2018 t/m 29-06-2019 | Hitnotering: 27-10-2018 t/m 29-06-2019 |
| Week:                                  | 1                                      | 2                                      | 3                                      | 4                                      | 5                                      | 6                                      | 7                                      | 8                                      | 9                                      | 10                                     | 11                                     | 12                                     | 13                                     | 14                                     | 15                                     | 16                                     | 17                                     | 18                                     | 19                                     | 20                                     |
| -------------------------------------- | -------------------------------------- | -------------------------------------- | -------------------------------------- | -------------------------------------- | -------------------------------------- | -------------------------------------- | -------------------------------------- | -------------------------------------- | -------------------------------------- | -------------------------------------- | -------------------------------------- | -------------------------------------- | -------------------------------------- | -------------------------------------- | -------------------------------------- | -------------------------------------- | -------------------------------------- | -------------------------------------- | -------------------------------------- | -------------------------------------- |
| Positie:                               | 48                                     | 38                                     | 20                                     | 17                                     | 13                                     | 9                                      | 14                                     | 9                                      | 5                                      | 7                                      | 4                                      | 2                                      | 2                                      | 2                                      | 2                                      | 3                                      | 5                                      | 6                                      | 7                                      | 8                                      |
| Week:                                  | 21                                     | 22                                     | 23                                     | 24                                     | 25                                     | 26                                     | 27                                     | 28                                     | 29                                     | 30                                     | 31                                     | 32                                     | 33                                     | 34                                     | 35                                     | 36                                     |                                        |                                        |                                        |                                        |
| Positie:                               | 6                                      | 10                                     | 10                                     | 12                                     | 17                                     | 18                                     | 19                                     | 26                                     | 28                                     | 27                                     | 28                                     | 26                                     | 36                                     | 34                                     | 39                                     | 39                                     | uit                                    |                                        |                                        |                                        |

### VlaamseRadio 2 Top 30
| Hitnotering: 17-11-2018 t/m 13-04-2019 | Hitnotering: 17-11-2018 t/m 13-04-2019 | Hitnotering: 17-11-2018 t/m 13-04-2019 | Hitnotering: 17-11-2018 t/m 13-04-2019 | Hitnotering: 17-11-2018 t/m 13-04-2019 | Hitnotering: 17-11-2018 t/m 13-04-2019 | Hitnotering: 17-11-2018 t/m 13-04-2019 | Hitnotering: 17-11-2018 t/m 13-04-2019 | Hitnotering: 17-11-2018 t/m 13-04-2019 | Hitnotering: 17-11-2018 t/m 13-04-2019 | Hitnotering: 17-11-2018 t/m 13-04-2019 | Hitnotering: 17-11-2018 t/m 13-04-2019 | Hitnotering: 17-11-2018 t/m 13-04-2019 | Hitnotering: 17-11-2018 t/m 13-04-2019 | Hitnotering: 17-11-2018 t/m 13-04-2019 | Hitnotering: 17-11-2018 t/m 13-04-2019 | Hitnotering: 17-11-2018 t/m 13-04-2019 | Hitnotering: 17-11-2018 t/m 13-04-2019 | Hitnotering: 17-11-2018 t/m 13-04-2019 | Hitnotering: 17-11-2018 t/m 13-04-2019 | Hitnotering: 17-11-2018 t/m 13-04-2019 |
| Week:                                  | 1                                      | 2                                      | 3                                      | 4                                      | 5                                      | 6                                      | 7                                      | 8                                      | 9                                      | 10                                     | 11                                     | 12                                     | 13                                     | 14                                     | 15                                     | 16                                     | 17                                     | 18                                     | 19                                     | 20                                     |
| -------------------------------------- | -------------------------------------- | -------------------------------------- | -------------------------------------- | -------------------------------------- | -------------------------------------- | -------------------------------------- | -------------------------------------- | -------------------------------------- | -------------------------------------- | -------------------------------------- | -------------------------------------- | -------------------------------------- | -------------------------------------- | -------------------------------------- | -------------------------------------- | -------------------------------------- | -------------------------------------- | -------------------------------------- | -------------------------------------- | -------------------------------------- |
| Positie:                               | 19                                     | 17                                     | 11                                     | 11                                     | 11                                     | 12                                     | 12                                     | 10                                     | 10                                     | 10                                     | 8                                      | 8                                      | 12                                     | 12                                     | 14                                     | 20                                     | 19                                     | 21                                     | 23                                     | 25                                     |
| Week:                                  | 21                                     |                                        |                                        |                                        |                                        |                                        |                                        |                                        |                                        |                                        |                                        |                                        |                                        |                                        |                                        |                                        |                                        |                                        |                                        |                                        |
| Positie:                               | 29                                     | uit                                    |                                        |                                        |                                        |                                        |                                        |                                        |                                        |                                        |                                        |                                        |                                        |                                        |                                        |                                        |                                        |                                        |                                        |                                        |

### NPO Radio 2 Top 2000
| Nummer met noteringen in de NPO Radio 2 Top 2000 | '19 | '20  | '21  |
| ------------------------------------------------ | --- | ---- | ---- |
| High Hopes                                       | 884 | 1440 | 1958 |

1. ↑  Een vetgedrukt getal geeft de hoogste notering aan.
2. ↑  2019 was het eerste jaar met een notering voor dit nummer.
3. ↑  Deze tabel is bijgewerkt tot en met de laatste editie (2024).